# Krzysztof Jasiutowicz
Krzysztof Przemysław Jasiutowicz (ur. 9 września 1960) – polski lekarz internista, współzałożyciel polskiej wersji Wikipedii i Wikicytatów, specjalista II stopnia z chorób wewnętrznych, pracownik przychodni lekarskiej w Częstochowie. Posiada na swoim koncie drobne publikacje z dziedziny medycyny, zaangażowany społecznie w rozwój polskiego Internetu. Przekładał na język polski artykuły dla poradnika JTZ.org.pl, przeznaczonego dla użytkowników Linuksa, pomagał w tłumaczeniu interfejsów oprogramowania tego systemu.
Znany głównie jako jeden z dwóch (obok Pawła Jochyma) założycieli polskiej wersji Wikipedii. Laureat nagrody Internetowy Obywatel Roku na rok 2004 przyznanej przez stowarzyszenie Internet Obywatelski za stworzenie i twórczy wkład w rozwój Wikipedii.